# خوان كارلوس أوكامبو
خوان كارلوس أوكامبو (بالإسبانية: Juan Carlos Ocampo)‏ هو لاعب كرة قدم أوروغواياني في مركز الهجوم، ولد في فبراير 1955 في إدارة سوريانو في الأوروغواي. شارك مع منتخب الأوروغواي لكرة القدم. أما مع النوادي، فقد لعب مع ديفينسور سبورتينغ ونادي دانوبيو وناسيونال مونتيفيديو.

## وصلات خارجية
- خوان كارلوس أوكامبو على موقع قاعدة بيانات كرة القدم.إي يو (الإنجليزية)
- خوان كارلوس أوكامبو على موقع ناشيونال فوتبول تيمز (الإنجليزية)